# Dhofar 237
Dhofar 237 — метеорит-хондрит масою 206 грам.
Знайдений 14 березня 2000 року на півдні Оману в провінції Дхофар (Зуфар).
Складається з 4 фрагментів: 110, 70, 28 і 3 г.